# Via Margutta/Ognuno di noi
Via Margutta/Ognuno di noi è il settimo 45 giri di Luca Barbarossa.

## Il disco
Per la terza volta in tre anni la CBS cambia il produttore di Barbarossa, e si affida ad Antonio Coggio, noto compositore e tastierista nonché coautore delle canzoni dei primi cinque album di Claudio Baglioni, per lavorare su una canzone Via Margutta, che il cantautore ha scritto dedicandola all'omonima via di Roma ripercorrendo lo stile di alcune sue prime canzoni come Piazza Navona o la stessa Roma spogliata.
Il brano viene presentato al Festival di Sanremo 1986, e si classificherà diciottesimo: il risultato deludente verrà però riscattato dalle classifiche di vendita, dove otterrà buoni risultati, raggiungendo le posizioni più alte.
In effetti Via Margutta è rimasta una delle canzoni più note di Luca Barbarossa, sia per il testo che per la melodia, in particolare per il ritornello; l'anno successivo verrà inserita nell'album Come dentro un film.
La canzone sul lato B è Ognuno di noi, canzone orecchiabile che, invece, resterà inedita su LP.
Entrambe le canzoni sono una coedizione tra le edizioni musicali CBS Songs e le edizioni musicali Calycanthus (queste ultime di proprietà di Coggio).

## Cover
In occasione di un concerto a Bolzano, il gruppo Elio e le Storie Tese ha realizzato una cover in versione Thrash metal del brano. Anche se il brano non è mai stato pubblicato, questa versione ha guadagnato una discreta popolarità tra gli appassionati del gruppo grazie alla trasmissione televisiva Rai Eurostallions, che l'ha trasmessa insieme ad un'esecuzione di Giocatore Mondiale.